# Синявские
Синя́вские (пол. Sieniawski) — польский магнатский род, герба Лелива, из которого происходит несколько значительных государственных деятелей Польши и Польско-Литовского содружества. Они занимали должности гетманов, воевод или кастелянов. Родовой резиденцией служил Бережанский замок.
Яркий представитель рода из современной истории: Андрей Донатович Синявский, Тамара Ильинична Синявская.